# رقمة أرزية
الرقمة الأرزية (باللاتينية: Erodium cedrorum) نوع نباتي يتبع جنس الرقمة من الفصيلة الغرنوقية.

## الموئل والانتشار
موطنه بلاد الشام وتركيا.